# Liège-Bastogne-Liège 2006
Liège-Bastogne-Liège 2006 est la 92e édition de cette course cycliste sur route masculine. Elle s'est déroulée le 23 avril 2006. Elle a été remportée par l'Espagnol Alejandro Valverde au terme d'un sprint entre dix coureurs. Valverde, qui avait remporté la Flèche wallonne le mercredi précédent, est ainsi le premier Espagnol à réaliser le doublé ardennais.

## Présentation

### Equipes
Liège-Bastogne-Liège figurant au calendrier du ProTour, les 20 UCI Proteams sont présentes, auxquelles il faut ajouter les 5 équipes continentales invitées.
| ProTeams (20)- AG2R Prévoyance - Bouygues Télécom - Cofidis-Le Crédit par Téléphone - Crédit agricole - Davitamon-Lotto - Discovery Channel - La Française des jeux - Euskaltel-Euskadi - Gerolsteiner - Caisse d'Épargne-Illes Balears - Lampre-Fondital - Liberty Seguros-Würth - Liquigas - Phonak Hearing Systems - Quick Step-Innergetic - Rabobank - Saunier Duval-Prodir - CSC - Team Milram - T-Mobile Équipes continentales professionnelles (5)- Agritubel - Barloworld - Chocolade Jacques-Topsport Vlaanderen - Landbouwkrediet-Colnago - Unibet.com |
| |

## Récit de la course
La traditionnelle échappée du matin est constituée d'un nombre de coureurs plus important que d'habitude. Ce groupe compte en effet 26 hommes. Sorti de ce groupe, Steffen Wesemann lâche ses compagnons d'échappée, fait cavalier seul pendant de nombreux kilomètres mais ne peut résister au retour du peloton et est repris peu après la côte de la Vecquée à 50 km de l'arrivée. Les favoris se neutralisent dans la montée de la côte de la Redoute. Dans la dernière partie de la côte du Hornay à Sprimont, le Néerlandais Michael Boogerd place une attaque. Il est suivi par l'Espagnol Joaquim Rodríguez. Le duo ainsi constitué compte jusqu'à 40 secondes d'avance mais est repris dans la côte de Saint-Nicolas dans un premier temps par l'Allemand Patrik Sinkewitz et l'Espagnol Miguel Angel Martin Perdiguero. Au sommet de cette côte, d'autres coureurs reviennent aussi formant finalement un groupe d'une dizaine de coureurs filant vers Ans. Alejandro Valverde s'impose facilement devant Paolo Bettini.

## Classements

### Classement de la course
| \| Classement général \| Classement général \| Classement général \| Classement général \| Classement général \| \| Coureur \| Coureur \| Pays \| Équipe \| Temps \| \| ------------------ \| ------------------------------ \| ------------------ \| ------------------------------ \| ------------------ \| \| 1er \| Alejandro Valverde \| Espagne \| Caisse d'Épargne-Illes Balears \| 6 h 21 min 32 s \| \| 2e \| Paolo Bettini \| Italie \| Quick Step-Innergetic \| + 0 s \| \| 3e \| Damiano Cunego \| Italie \| Lampre-Fondital \| + 0 s \| \| 4e \| Patrik Sinkewitz \| Allemagne \| T-Mobile \| + 0 s \| \| 5e \| Michael Boogerd \| Pays-Bas \| Rabobank \| DQ \| \| 6e \| Miguel Ángel Martín Perdiguero \| Espagne \| Phonak Hearing Systems \| + 0 s \| \| 7e \| Fränk Schleck \| Luxembourg \| CSC \| + 0 s \| \| 8e \| Christopher Horner \| États-Unis \| Davitamon-Lotto \| + 0 s \| \| 9e \| Danilo Di Luca \| Italie \| Liquigas \| + 4 s \| \| 10e \| Ivan Basso \| Italie \| CSC \| + 7 s \| \| 11e \| Andrey Kashechkin \| Kazakhstan \| Liberty Seguros-Würth \| + 12 s \| \| 12e \| Joaquim Rodríguez \| Espagne \| Caisse d'Épargne-Illes Balears \| + 24 s \| \| 13e \| David Etxebarria \| Espagne \| Liberty Seguros-Würth \| + 28 s \| \| 14e \| Óscar Freire \| Espagne \| Rabobank \| + 29 s \| \| 15e \| Samuel Sánchez \| Espagne \| Euskaltel-Euskadi \| + 31 s \| \| 16e \| Franco Pellizotti \| Italie \| Liquigas \| + 31 s \| \| 17e \| Andriy Grivko \| Ukraine \| Team Milram \| + 31 s \| \| 18e \| Karsten Kroon \| Pays-Bas \| CSC \| + 31 s \| \| 19e \| Alessandro Ballan \| Italie \| Lampre-Fondital \| + 31 s \| \| 20e \| Thomas Dekker \| Pays-Bas \| Rabobank \| + 31 s \| |                                |            |                                |                 |
| |                                |            |                                |                 |
| |                                |            |                                |                 |
| Classement général |                                |            |                                |                 |
| Coureur | Coureur                        | Pays       | Équipe                         | Temps           |
| 1er | Alejandro Valverde             | Espagne    | Caisse d'Épargne-Illes Balears | 6 h 21 min 32 s |
| 2e | Paolo Bettini                  | Italie     | Quick Step-Innergetic          | + 0 s           |
| 3e | Damiano Cunego                 | Italie     | Lampre-Fondital                | + 0 s           |
| 4e | Patrik Sinkewitz               | Allemagne  | T-Mobile                       | + 0 s           |
| 5e | Michael Boogerd                | Pays-Bas   | Rabobank                       | DQ              |
| 6e | Miguel Ángel Martín Perdiguero | Espagne    | Phonak Hearing Systems         | + 0 s           |
| 7e | Fränk Schleck                  | Luxembourg | CSC                            | + 0 s           |
| 8e | Christopher Horner             | États-Unis | Davitamon-Lotto                | + 0 s           |
| 9e | Danilo Di Luca                 | Italie     | Liquigas                       | + 4 s           |
| 10e | Ivan Basso                     | Italie     | CSC                            | + 7 s           |
| 11e | Andrey Kashechkin              | Kazakhstan | Liberty Seguros-Würth          | + 12 s          |
| 12e | Joaquim Rodríguez              | Espagne    | Caisse d'Épargne-Illes Balears | + 24 s          |
| 13e | David Etxebarria               | Espagne    | Liberty Seguros-Würth          | + 28 s          |
| 14e | Óscar Freire                   | Espagne    | Rabobank                       | + 29 s          |
| 15e | Samuel Sánchez                 | Espagne    | Euskaltel-Euskadi              | + 31 s          |
| 16e | Franco Pellizotti              | Italie     | Liquigas                       | + 31 s          |
| 17e | Andriy Grivko                  | Ukraine    | Team Milram                    | + 31 s          |
| 18e | Karsten Kroon                  | Pays-Bas   | CSC                            | + 31 s          |
| 19e | Alessandro Ballan              | Italie     | Lampre-Fondital                | + 31 s          |
| 20e | Thomas Dekker                  | Pays-Bas   | Rabobank                       | + 31 s          |

En décembre 2015, Michael Boogerd qui a reconnu s'être dopé, perd le bénéfice de tous ses résultats acquis entre 2005 et 2007. Il est donc déclassé de sa cinquième place et rayé dans le classement ci-dessus. La place n'est pas réattribuée.

### Classement du ProTour
La course attribue des points au classement UCI ProTour 2006 selon le barème suivant :
| Position           | 1er | 2e | 3e | 4e | 5e | 6e | 7e | 8e | 9e | 10e |
| Classement général | 50  | 40 | 35 | 30 | 25 | 20 | 15 | 10 | 5  | 1   |

Après cette dixième épreuve le classement est le suivant :
| #  | Coureur             | Équipe                         | Points | Précédent | Evolution |
| -- | ------------------- | ------------------------------ | ------ | --------- | --------- |
| 1  | Alejandro Valverde  | Caisse d'Épargne-Illes Balears | 136    | 4         | +3        |
| 2  | Tom Boonen          | Quick Step-Innergetic          | 129    | 1         | -1        |
| 3  | Alessandro Ballan   | Lampre-Fondital                | 105    | 2         | -1        |
| 4  | Fränk Schleck       | CSC                            | 100    | 5         | +1        |
| 5  | Patrik Sinkewitz    | T-Mobile                       | 90     | ??        | ??        |
| 6  | Samuel Sanchez      | Euskaltel-Euskadi              | 89     | 3         | -3        |
| 7  | Fabian Cancellara   | CSC                            | 84     | 6         | -1        |
| 8  | Michael Boogerd     | Rabobank                       | 75     | ??        | ??        |
| 9  | Alessandro Petacchi | Milram                         | 72     | 7         | -2        |
| 10 | Antonio Colom       | Caisse d'Épargne-Illes Balears | 71     | 8         | -2        |

| #  | Équipe                         | Points | Précédent | Evolution     |
| -- | ------------------------------ | ------ | --------- | ------------- |
| 1  | CSC                            | 152    | 1         | en stagnation |
| 2  | Rabobank                       | 134    | 3         | +1            |
| 3  | T-Mobile                       | 131    | 2         | -1            |
| 4  | Lampre-Fondital                | 126    | 6         | +2            |
| 5  | Quick Step-Innergetic          | 121    | 5         | en stagnation |
| 6  | Gerolsteiner                   | 113    | 4         | -2            |
| 6  | Davitamon-Lotto                | 113    | 7         | +1            |
| 8  | Liberty Seguros-Würth          | 109    | ??        | ??            |
| 8  | Caisse d'Épargne-Illes Balears | 109    | 10        | +2            |
| 10 | Phonak                         | 108    | 9         | -1            |

| #  | Pays       | Points | Précédent | Evolution     |
| -- | ---------- | ------ | --------- | ------------- |
| 1  | Espagne    | 397    | 1         | en stagnation |
| 2  | Italie     | 348    | 2         | en stagnation |
| 3  | Belgique   | 213    | 3         | en stagnation |
| 4  | Pays-Bas   | 203    | 4         | en stagnation |
| 5  | Allemagne  | 169    | 6         | +1            |
| 6  | Suisse     | 142    | 5         | -1            |
| 7  | États-Unis | 129    | 7         | en stagnation |
| 8  | Luxembourg | 100    | 8         | en stagnation |
| 9  | Norvège    | 45     | 9         | en stagnation |
| 10 | Autriche   | 32     | 10        | en stagnation |

## Liste des participants
| Liberty Seguros-Würth LSW | Liberty Seguros-Würth LSW  | Liberty Seguros-Würth LSW |
| ------------------------- | -------------------------- | ------------------------- |
| Num                       | Coureur                    | Pos                       |
| 1                         | Alexandre Vinokourov (KAZ) |                           |
| 2                         | Alberto Contador (ESP)     |                           |
| 3                         | David Etxebarria (ESP)     |                           |
| 4                         | Jörg Jaksche (GER)         |                           |
| 5                         | Andrey Kashechkin (KAZ)    |                           |
| 6                         | José Antonio Redondo (ESP) |                           |
| 7                         | Ángel Vicioso (ESP)        |                           |
| 8                         | Marcos Serrano (ESP)       |                           |

| CSC | CSC                         | CSC |
| --- | --------------------------- | --- |
| Num | Coureur                     | Pos |
| 11  | Ivan Basso (ITA)            |     |
| 12  | Karsten Kroon (NED)         |     |
| 13  | Peter Luttenberger (AUT)    |     |
| 14  | Carlos Sastre (ESP)         |     |
| 15  | Fränk Schleck (LUX)         |     |
| 16  | Nicki Sørensen (DEN)        |     |
| 17  | Christian Vande Velde (USA) |     |
| 18  | Jens Voigt (GER)            |     |

| T-Mobile TMO | T-Mobile TMO           | T-Mobile TMO |
| ------------ | ---------------------- | ------------ |
| Num          | Coureur                | Pos          |
| 21           | Patrik Sinkewitz (GER) |              |
| 22           | Matthias Kessler (GER) |              |
| 23           | Bernhard Kohl (AUT)    |              |
| 24           | Kim Kirchen (LUX)      |              |
| 25           | Eddy Mazzoleni (ITA)   |              |
| 26           | Michael Rogers (AUS)   |              |
| 27           | Steffen Wesemann (SUI) |              |
| 28           | Thomas Ziegler (GER)   |              |

| Rabobank RAB | Rabobank RAB              | Rabobank RAB |
| ------------ | ------------------------- | ------------ |
| Num          | Coureur                   | Pos          |
| 31           | Michael Boogerd (NED)     |              |
| 32           | Erik Dekker (NED)         |              |
| 33           | Thomas Dekker (NED)       |              |
| 34           | Juan Antonio Flecha (ESP) |              |
| 35           | Óscar Freire (ESP)        |              |
| 36           | Alexandr Kolobnev (RUS)   |              |
| 37           | Joost Posthuma (NED)      |              |
| 38           | Pieter Weening (NED)      |              |

| Gerolsteiner GST | Gerolsteiner GST        | Gerolsteiner GST |
| ---------------- | ----------------------- | ---------------- |
| Num              | Coureur                 | Pos              |
| 41               | Davide Rebellin (ITA)   |                  |
| 42               | Markus Fothen (GER)     |                  |
| 43               | Andrea Moletta (ITA)    |                  |
| 44               | Stefan Schumacher (GER) |                  |
| 45               | Georg Totschnig (AUT)   |                  |
| 46               | Fabian Wegmann (GER)    |                  |
| 47               | Markus Zberg (SUI)      |                  |
| 48               | Beat Zberg (SUI)        |                  |

| Quick Step-Innergetic QSI | Quick Step-Innergetic QSI  | Quick Step-Innergetic QSI |
| ------------------------- | -------------------------- | ------------------------- |
| Num                       | Coureur                    | Pos                       |
| 51                        | Paolo Bettini (ITA)        |                           |
| 52                        | Serge Baguet (BEL)         |                           |
| 53                        | Kevin De Weert (BEL)       |                           |
| 54                        | Addy Engels (NED)          |                           |
| 55                        | Juan Manuel Gárate (ESP)   |                           |
| 56                        | José Antonio Garrido (ESP) |                           |
| 57                        | Bram Tankink (NED)         |                           |
| 58                        | Cédric Vasseur (FRA)       |                           |

| Lampre-Fondital LAM | Lampre-Fondital LAM      | Lampre-Fondital LAM |
| ------------------- | ------------------------ | ------------------- |
| Num                 | Coureur                  | Pos                 |
| 61                  | Damiano Cunego (ITA)     |                     |
| 62                  | Alessandro Ballan (ITA)  |                     |
| 63                  | Salvatore Commesso (ITA) |                     |
| 64                  | Giuliano Figueras (ITA)  |                     |
| 65                  | Ruggero Marzoli (ITA)    |                     |
| 66                  | Evgueni Petrov (RUS)     |                     |
| 67                  | Gorazd Štangelj (SLO)    |                     |
| 68                  | Tadej Valjavec (SLO)     |                     |

| Discovery Channel DSC | Discovery Channel DSC       | Discovery Channel DSC |
| --------------------- | --------------------------- | --------------------- |
| Num                   | Coureur                     | Pos                   |
| 71                    | José Azevedo (POR)          |                       |
| 72                    | Fumiyuki Beppu (JPN)        |                       |
| 73                    | Stijn Devolder (BEL)        |                       |
| 74                    | Vladimir Gusev (RUS)        |                       |
| 75                    | Benoît Joachim (LUX)        |                       |
| 76                    | Guennadi Mikhailov (RUS)    |                       |
| 77                    | Benjamín Noval (ESP)        |                       |
| 78                    | Jurgen Van den Broeck (BEL) |                       |

| Davitamon-Lotto DVL | Davitamon-Lotto DVL      | Davitamon-Lotto DVL |
| ------------------- | ------------------------ | ------------------- |
| Num                 | Coureur                  | Pos                 |
| 81                  | Mario Aerts (BEL)        |                     |
| 82                  | Christophe Brandt (BEL)  |                     |
| 83                  | Bart Dockx (BEL)         |                     |
| 84                  | Cadel Evans (AUS)        |                     |
| 85                  | Christopher Horner (USA) |                     |
| 86                  | Josep Jufré (ESP)        |                     |
| 87                  | Björn Leukemans (BEL)    |                     |
| 88                  | Johan Vansummeren (BEL)  |                     |

| Phonak Hearing Systems PHO | Phonak Hearing Systems PHO           | Phonak Hearing Systems PHO |
| -------------------------- | ------------------------------------ | -------------------------- |
| Num                        | Coureur                              | Pos                        |
| 91                         | Axel Merckx (BEL)                    |                            |
| 92                         | Miguel Ángel Martín Perdiguero (ESP) |                            |
| 93                         | Jonathan Patrick McCarty (USA)       |                            |
| 94                         | Koos Moerenhout (NED)                |                            |
| 95                         | Steve Morabito (SUI)                 |                            |
| 96                         | Uroš Murn (SLO)                      |                            |
| 97                         | Víctor Hugo Peña (COL)               |                            |
| 98                         | Steve Zampieri (SUI)                 |                            |

| Caisse d'Épargne-Illes Balears CEI | Caisse d'Épargne-Illes Balears CEI | Caisse d'Épargne-Illes Balears CEI |
| ---------------------------------- | ---------------------------------- | ---------------------------------- |
| Num                                | Coureur                            | Pos                                |
| 101                                | Alejandro Valverde (ESP)           |                                    |
| 102                                | José Vicente García Acosta (ESP)   |                                    |
| 103                                | Pablo Lastras (ESP)                |                                    |
| 104                                | Aitor Pérez Arrieta (ESP)          |                                    |
| 105                                | Nicolas Portal (FRA)               |                                    |
| 106                                | Vicente Reynés (ESP)               |                                    |
| 107                                | Joaquim Rodríguez (ESP)            |                                    |
| 108                                | Constantino Zaballa (ESP)          |                                    |

| Team Milram MRM | Team Milram MRM          | Team Milram MRM |
| --------------- | ------------------------ | --------------- |
| Num             | Coureur                  | Pos             |
| 111             | Andriy Grivko (UKR)      |                 |
| 112             | Maarten den Bakker (NED) |                 |
| 113             | Maxim Iglinskiy (KAZ)    |                 |
| 114             | Matej Jurčo (SVK)        |                 |
| 115             | Daniel Musiol (GER)      |                 |
| 116             | Fabio Sacchi (ITA)       |                 |
| 117             | Björn Schröder (GER)     |                 |
| 118             | Giovanni Visconti (ITA)  |                 |

| Cofidis-Le Crédit par Téléphone COF | Cofidis-Le Crédit par Téléphone COF | Cofidis-Le Crédit par Téléphone COF |
| ----------------------------------- | ----------------------------------- | ----------------------------------- |
| Num                                 | Coureur                             | Pos                                 |
| 121                                 | Leonardo Bertagnolli (ITA)          |                                     |
| 122                                 | Frédéric Bessy (FRA)                |                                     |
| 123                                 | Sylvain Chavanel (FRA)              |                                     |
| 124                                 | Thierry Marichal (BEL)              |                                     |
| 125                                 | Cristian Moreni (ITA)               |                                     |
| 126                                 | Luis Pérez Rodríguez (ESP)          |                                     |
| 127                                 | Rik Verbrugghe (BEL)                |                                     |
| 128                                 | Leonardo Duque (COL)                |                                     |

| Crédit Agricole C.A | Crédit Agricole C.A       | Crédit Agricole C.A |
| ------------------- | ------------------------- | ------------------- |
| Num                 | Coureur                   | Pos                 |
| 131                 | Pietro Caucchioli (ITA)   |                     |
| 132                 | Francesco Bellotti (ITA)  |                     |
| 133                 | Anthony Charteau (FRA)    |                     |
| 134                 | Dmitriy Fofonov (KAZ)     |                     |
| 135                 | Christophe Le Mével (FRA) |                     |
| 136                 | Rémi Pauriol (FRA)        |                     |
| 137                 | Benoît Poilvet (FRA)      |                     |
| 138                 | Nicolas Vogondy (FRA)     |                     |

| La Française des jeux FDJ | La Française des jeux FDJ  | La Française des jeux FDJ |
| ------------------------- | -------------------------- | ------------------------- |
| Num                       | Coureur                    | Pos                       |
| 141                       | Philippe Gilbert (BEL)     |                           |
| 142                       | Freddy Bichot (FRA)        |                           |
| 143                       | Christophe Detilloux (BEL) |                           |
| 144                       | Frédéric Finot (FRA)       |                           |
| 145                       | Thomas Lövkvist (SWE)      |                           |
| 146                       | Gustav Larsson (SWE)       |                           |
| 147                       | Benoît Vaugrenard (FRA)    |                           |

| Euskaltel-Euskadi EUS | Euskaltel-Euskadi EUS | Euskaltel-Euskadi EUS |
| --------------------- | --------------------- | --------------------- |
| Num                   | Coureur               | Pos                   |
| 151                   | Samuel Sánchez (ESP)  |                       |
| 152                   | Joseba Albizu (ESP)   |                       |
| 153                   | Andoni Aranaga (ESP)  |                       |
| 154                   | Iker Camaño (ESP)     |                       |
| 155                   | Unai Etxebarria (VEN) |                       |
| 156                   | Aitor Hernández (ESP) |                       |
| 157                   | Iñaki Isasi (ESP)     |                       |
| 158                   | Iban Mayo (ESP)       |                       |

| Saunier Duval-Prodir SDV | Saunier Duval-Prodir SDV         | Saunier Duval-Prodir SDV |
| ------------------------ | -------------------------------- | ------------------------ |
| Num                      | Coureur                          | Pos                      |
| 161                      | Gilberto Simoni (ITA)            |                          |
| 162                      | José Alberto Benítez (ESP)       |                          |
| 163                      | Juan José Cobo (ESP)             |                          |
| 164                      | Arkaitz Durán (ESP)              |                          |
| 165                      | Koldo Gil (ESP)                  |                          |
| 166                      | José Ángel Gómez Marchante (ESP) |                          |
| 167                      | Rubén Lobato (ESP)               |                          |
| 168                      | Manuele Mori (ITA)               |                          |

| Bouygues Telecom BTL | Bouygues Telecom BTL   | Bouygues Telecom BTL |
| -------------------- | ---------------------- | -------------------- |
| Num                  | Coureur                | Pos                  |
| 171                  | Pierrick Fédrigo (FRA) |                      |
| 172                  | Walter Bénéteau (FRA)  |                      |
| 173                  | Stef Clement (NED)     |                      |
| 174                  | Alexandre Pichot (FRA) |                      |
| 175                  | Jérôme Pineau (FRA)    |                      |
| 176                  | Franck Renier (FRA)    |                      |
| 177                  | Didier Rous (FRA)      |                      |
| 178                  | Matthieu Sprick (FRA)  |                      |

| Liquigas LIQ | Liquigas LIQ                 | Liquigas LIQ |
| ------------ | ---------------------------- | ------------ |
| Num          | Coureur                      | Pos          |
| 181          | Danilo Di Luca (ITA)         |              |
| 182          | Patrick Calcagni (SUI)       |              |
| 183          | Kjell Carlström (FIN)        |              |
| 184          | Stefano Garzelli (ITA)       |              |
| 185          | Matej Mugerli (SLO)          |              |
| 186          | Vincenzo Nibali (ITA)        |              |
| 187          | Franco Pellizotti (ITA)      |              |
| 188          | Alessandro Spezialetti (ITA) |              |

| AG2R Prévoyance A2R | AG2R Prévoyance A2R     | AG2R Prévoyance A2R |
| ------------------- | ----------------------- | ------------------- |
| Num                 | Coureur                 | Pos                 |
| 191                 | Francisco Mancebo (ESP) |                     |
| 192                 | José Luis Arrieta (ESP) |                     |
| 193                 | Philip Deignan (IRL)    |                     |
| 194                 | Samuel Dumoulin (FRA)   |                     |
| 195                 | Hubert Dupont (FRA)     |                     |
| 196                 | John Gadret (FRA)       |                     |
| 197                 | Yuriy Krivtsov (UKR)    |                     |
| 198                 | Christophe Moreau (FRA) |                     |

| Unibet.com UNI | Unibet.com UNI              | Unibet.com UNI |
| -------------- | --------------------------- | -------------- |
| Num            | Coureur                     | Pos            |
| 201            | Carlos García Quesada (ESP) |                |
| 202            | Ángel Castresana (ESP)      |                |
| 203            | Johan Coenen (BEL)          |                |
| 204            | Luis Pasamontes (ESP)       |                |
| 205            | Matthé Pronk (NED)          |                |
| 206            | Laurens ten Dam (NED)       |                |
| 207            | Erwin Thijs (BEL)           |                |
| 208            | Kurt Van de Wouwer (BEL)    |                |

| Chocolade Jacques-Topsport Vlaanderen JAC | Chocolade Jacques-Topsport Vlaanderen JAC | Chocolade Jacques-Topsport Vlaanderen JAC |
| ----------------------------------------- | ----------------------------------------- | ----------------------------------------- |
| Num                                       | Coureur                                   | Pos                                       |
| 211                                       | Koen Barbé (BEL)                          |                                           |
| 212                                       | Kurt Hovelijnck (BEL)                     |                                           |
| 213                                       | Serge Pauwels (BEL)                       |                                           |
| 214                                       | Jens Renders (BEL)                        |                                           |
| 215                                       | Wesley Van Der Linden (BEL)               |                                           |
| 216                                       | Frederik Veuchelen (BEL)                  |                                           |
| 217                                       | Frederik Willems (BEL)                    |                                           |
| 218                                       | Maarten Wynants (BEL)                     |                                           |

| Landbouwkrediet-Colnago LAN | Landbouwkrediet-Colnago LAN | Landbouwkrediet-Colnago LAN |
| --------------------------- | --------------------------- | --------------------------- |
| Num                         | Coureur                     | Pos                         |
| 221                         | Andy Cappelle (BEL)         |                             |
| 222                         | Bert De Waele (BEL)         |                             |
| 223                         | Steven Kleynen (BEL)        |                             |
| 224                         | Jean-Claude Lebeau (BEL)    |                             |
| 225                         | Sven Renders (BEL)          |                             |
| 226                         | Jean-Paul Simon (BEL)       |                             |
| 227                         | James Vanlandschoot (BEL)   |                             |
| 228                         | Johan Verstrepen (BEL)      |                             |

| Barloworld BAR | Barloworld BAR            | Barloworld BAR |
| -------------- | ------------------------- | -------------- |
| Num            | Coureur                   | Pos            |
| 231            | Igor Astarloa (ESP)       |                |
| 232            | Pedro Arreitunandia (ESP) |                |
| 233            | Giampaolo Cheula (ITA)    |                |
| 234            | Ryan Cox (RSA)            |                |
| 235            | Mauro Facci (ITA)         |                |
| 236            | Tiaan Kannemeyer (RSA)    |                |
| 237            | Hugo Sabido (POR)         |                |
| 238            | Tom Southam (GBR)         |                |

| Agritubel AGR | Agritubel AGR             | Agritubel AGR |
| ------------- | ------------------------- | ------------- |
| Num           | Coureur                   | Pos           |
| 241           | Juan Miguel Mercado (ESP) |               |
| 242           | Aivaras Baranauskas (LTU) |               |
| 243           | Manuel Calvente (ESP)     |               |
| 244           | Nicolas Crosbie (FRA)     |               |
| 245           | Moisés Dueñas (ESP)       |               |
| 246           | Eduardo Gonzalo (ESP)     |               |
| 247           | Christophe Laurent (FRA)  |               |
| 248           | Benoît Salmon (FRA)       |               |

| Liberty Seguros-Würth LSW | Liberty Seguros-Würth LSW  | Liberty Seguros-Würth LSW |
| ------------------------- | -------------------------- | ------------------------- |
| Num                       | Coureur                    | Pos                       |
| 1                         | Alexandre Vinokourov (KAZ) |                           |
| 2                         | Alberto Contador (ESP)     |                           |
| 3                         | David Etxebarria (ESP)     |                           |
| 4                         | Jörg Jaksche (GER)         |                           |
| 5                         | Andrey Kashechkin (KAZ)    |                           |
| 6                         | José Antonio Redondo (ESP) |                           |
| 7                         | Ángel Vicioso (ESP)        |                           |
| 8                         | Marcos Serrano (ESP)       |                           |

| CSC | CSC                         | CSC |
| --- | --------------------------- | --- |
| Num | Coureur                     | Pos |
| 11  | Ivan Basso (ITA)            |     |
| 12  | Karsten Kroon (NED)         |     |
| 13  | Peter Luttenberger (AUT)    |     |
| 14  | Carlos Sastre (ESP)         |     |
| 15  | Fränk Schleck (LUX)         |     |
| 16  | Nicki Sørensen (DEN)        |     |
| 17  | Christian Vande Velde (USA) |     |
| 18  | Jens Voigt (GER)            |     |

| T-Mobile TMO | T-Mobile TMO           | T-Mobile TMO |
| ------------ | ---------------------- | ------------ |
| Num          | Coureur                | Pos          |
| 21           | Patrik Sinkewitz (GER) |              |
| 22           | Matthias Kessler (GER) |              |
| 23           | Bernhard Kohl (AUT)    |              |
| 24           | Kim Kirchen (LUX)      |              |
| 25           | Eddy Mazzoleni (ITA)   |              |
| 26           | Michael Rogers (AUS)   |              |
| 27           | Steffen Wesemann (SUI) |              |
| 28           | Thomas Ziegler (GER)   |              |

| Rabobank RAB | Rabobank RAB              | Rabobank RAB |
| ------------ | ------------------------- | ------------ |
| Num          | Coureur                   | Pos          |
| 31           | Michael Boogerd (NED)     |              |
| 32           | Erik Dekker (NED)         |              |
| 33           | Thomas Dekker (NED)       |              |
| 34           | Juan Antonio Flecha (ESP) |              |
| 35           | Óscar Freire (ESP)        |              |
| 36           | Alexandr Kolobnev (RUS)   |              |
| 37           | Joost Posthuma (NED)      |              |
| 38           | Pieter Weening (NED)      |              |

| Gerolsteiner GST | Gerolsteiner GST        | Gerolsteiner GST |
| ---------------- | ----------------------- | ---------------- |
| Num              | Coureur                 | Pos              |
| 41               | Davide Rebellin (ITA)   |                  |
| 42               | Markus Fothen (GER)     |                  |
| 43               | Andrea Moletta (ITA)    |                  |
| 44               | Stefan Schumacher (GER) |                  |
| 45               | Georg Totschnig (AUT)   |                  |
| 46               | Fabian Wegmann (GER)    |                  |
| 47               | Markus Zberg (SUI)      |                  |
| 48               | Beat Zberg (SUI)        |                  |

| Quick Step-Innergetic QSI | Quick Step-Innergetic QSI  | Quick Step-Innergetic QSI |
| ------------------------- | -------------------------- | ------------------------- |
| Num                       | Coureur                    | Pos                       |
| 51                        | Paolo Bettini (ITA)        |                           |
| 52                        | Serge Baguet (BEL)         |                           |
| 53                        | Kevin De Weert (BEL)       |                           |
| 54                        | Addy Engels (NED)          |                           |
| 55                        | Juan Manuel Gárate (ESP)   |                           |
| 56                        | José Antonio Garrido (ESP) |                           |
| 57                        | Bram Tankink (NED)         |                           |
| 58                        | Cédric Vasseur (FRA)       |                           |

| Lampre-Fondital LAM | Lampre-Fondital LAM      | Lampre-Fondital LAM |
| ------------------- | ------------------------ | ------------------- |
| Num                 | Coureur                  | Pos                 |
| 61                  | Damiano Cunego (ITA)     |                     |
| 62                  | Alessandro Ballan (ITA)  |                     |
| 63                  | Salvatore Commesso (ITA) |                     |
| 64                  | Giuliano Figueras (ITA)  |                     |
| 65                  | Ruggero Marzoli (ITA)    |                     |
| 66                  | Evgueni Petrov (RUS)     |                     |
| 67                  | Gorazd Štangelj (SLO)    |                     |
| 68                  | Tadej Valjavec (SLO)     |                     |

| Discovery Channel DSC | Discovery Channel DSC       | Discovery Channel DSC |
| --------------------- | --------------------------- | --------------------- |
| Num                   | Coureur                     | Pos                   |
| 71                    | José Azevedo (POR)          |                       |
| 72                    | Fumiyuki Beppu (JPN)        |                       |
| 73                    | Stijn Devolder (BEL)        |                       |
| 74                    | Vladimir Gusev (RUS)        |                       |
| 75                    | Benoît Joachim (LUX)        |                       |
| 76                    | Guennadi Mikhailov (RUS)    |                       |
| 77                    | Benjamín Noval (ESP)        |                       |
| 78                    | Jurgen Van den Broeck (BEL) |                       |

| Davitamon-Lotto DVL | Davitamon-Lotto DVL      | Davitamon-Lotto DVL |
| ------------------- | ------------------------ | ------------------- |
| Num                 | Coureur                  | Pos                 |
| 81                  | Mario Aerts (BEL)        |                     |
| 82                  | Christophe Brandt (BEL)  |                     |
| 83                  | Bart Dockx (BEL)         |                     |
| 84                  | Cadel Evans (AUS)        |                     |
| 85                  | Christopher Horner (USA) |                     |
| 86                  | Josep Jufré (ESP)        |                     |
| 87                  | Björn Leukemans (BEL)    |                     |
| 88                  | Johan Vansummeren (BEL)  |                     |

| Phonak Hearing Systems PHO | Phonak Hearing Systems PHO           | Phonak Hearing Systems PHO |
| -------------------------- | ------------------------------------ | -------------------------- |
| Num                        | Coureur                              | Pos                        |
| 91                         | Axel Merckx (BEL)                    |                            |
| 92                         | Miguel Ángel Martín Perdiguero (ESP) |                            |
| 93                         | Jonathan Patrick McCarty (USA)       |                            |
| 94                         | Koos Moerenhout (NED)                |                            |
| 95                         | Steve Morabito (SUI)                 |                            |
| 96                         | Uroš Murn (SLO)                      |                            |
| 97                         | Víctor Hugo Peña (COL)               |                            |
| 98                         | Steve Zampieri (SUI)                 |                            |

| Caisse d'Épargne-Illes Balears CEI | Caisse d'Épargne-Illes Balears CEI | Caisse d'Épargne-Illes Balears CEI |
| ---------------------------------- | ---------------------------------- | ---------------------------------- |
| Num                                | Coureur                            | Pos                                |
| 101                                | Alejandro Valverde (ESP)           |                                    |
| 102                                | José Vicente García Acosta (ESP)   |                                    |
| 103                                | Pablo Lastras (ESP)                |                                    |
| 104                                | Aitor Pérez Arrieta (ESP)          |                                    |
| 105                                | Nicolas Portal (FRA)               |                                    |
| 106                                | Vicente Reynés (ESP)               |                                    |
| 107                                | Joaquim Rodríguez (ESP)            |                                    |
| 108                                | Constantino Zaballa (ESP)          |                                    |

| Team Milram MRM | Team Milram MRM          | Team Milram MRM |
| --------------- | ------------------------ | --------------- |
| Num             | Coureur                  | Pos             |
| 111             | Andriy Grivko (UKR)      |                 |
| 112             | Maarten den Bakker (NED) |                 |
| 113             | Maxim Iglinskiy (KAZ)    |                 |
| 114             | Matej Jurčo (SVK)        |                 |
| 115             | Daniel Musiol (GER)      |                 |
| 116             | Fabio Sacchi (ITA)       |                 |
| 117             | Björn Schröder (GER)     |                 |
| 118             | Giovanni Visconti (ITA)  |                 |

| Cofidis-Le Crédit par Téléphone COF | Cofidis-Le Crédit par Téléphone COF | Cofidis-Le Crédit par Téléphone COF |
| ----------------------------------- | ----------------------------------- | ----------------------------------- |
| Num                                 | Coureur                             | Pos                                 |
| 121                                 | Leonardo Bertagnolli (ITA)          |                                     |
| 122                                 | Frédéric Bessy (FRA)                |                                     |
| 123                                 | Sylvain Chavanel (FRA)              |                                     |
| 124                                 | Thierry Marichal (BEL)              |                                     |
| 125                                 | Cristian Moreni (ITA)               |                                     |
| 126                                 | Luis Pérez Rodríguez (ESP)          |                                     |
| 127                                 | Rik Verbrugghe (BEL)                |                                     |
| 128                                 | Leonardo Duque (COL)                |                                     |

| Crédit Agricole C.A | Crédit Agricole C.A       | Crédit Agricole C.A |
| ------------------- | ------------------------- | ------------------- |
| Num                 | Coureur                   | Pos                 |
| 131                 | Pietro Caucchioli (ITA)   |                     |
| 132                 | Francesco Bellotti (ITA)  |                     |
| 133                 | Anthony Charteau (FRA)    |                     |
| 134                 | Dmitriy Fofonov (KAZ)     |                     |
| 135                 | Christophe Le Mével (FRA) |                     |
| 136                 | Rémi Pauriol (FRA)        |                     |
| 137                 | Benoît Poilvet (FRA)      |                     |
| 138                 | Nicolas Vogondy (FRA)     |                     |

| La Française des jeux FDJ | La Française des jeux FDJ  | La Française des jeux FDJ |
| ------------------------- | -------------------------- | ------------------------- |
| Num                       | Coureur                    | Pos                       |
| 141                       | Philippe Gilbert (BEL)     |                           |
| 142                       | Freddy Bichot (FRA)        |                           |
| 143                       | Christophe Detilloux (BEL) |                           |
| 144                       | Frédéric Finot (FRA)       |                           |
| 145                       | Thomas Lövkvist (SWE)      |                           |
| 146                       | Gustav Larsson (SWE)       |                           |
| 147                       | Benoît Vaugrenard (FRA)    |                           |

| Euskaltel-Euskadi EUS | Euskaltel-Euskadi EUS | Euskaltel-Euskadi EUS |
| --------------------- | --------------------- | --------------------- |
| Num                   | Coureur               | Pos                   |
| 151                   | Samuel Sánchez (ESP)  |                       |
| 152                   | Joseba Albizu (ESP)   |                       |
| 153                   | Andoni Aranaga (ESP)  |                       |
| 154                   | Iker Camaño (ESP)     |                       |
| 155                   | Unai Etxebarria (VEN) |                       |
| 156                   | Aitor Hernández (ESP) |                       |
| 157                   | Iñaki Isasi (ESP)     |                       |
| 158                   | Iban Mayo (ESP)       |                       |

| Saunier Duval-Prodir SDV | Saunier Duval-Prodir SDV         | Saunier Duval-Prodir SDV |
| ------------------------ | -------------------------------- | ------------------------ |
| Num                      | Coureur                          | Pos                      |
| 161                      | Gilberto Simoni (ITA)            |                          |
| 162                      | José Alberto Benítez (ESP)       |                          |
| 163                      | Juan José Cobo (ESP)             |                          |
| 164                      | Arkaitz Durán (ESP)              |                          |
| 165                      | Koldo Gil (ESP)                  |                          |
| 166                      | José Ángel Gómez Marchante (ESP) |                          |
| 167                      | Rubén Lobato (ESP)               |                          |
| 168                      | Manuele Mori (ITA)               |                          |

| Bouygues Telecom BTL | Bouygues Telecom BTL   | Bouygues Telecom BTL |
| -------------------- | ---------------------- | -------------------- |
| Num                  | Coureur                | Pos                  |
| 171                  | Pierrick Fédrigo (FRA) |                      |
| 172                  | Walter Bénéteau (FRA)  |                      |
| 173                  | Stef Clement (NED)     |                      |
| 174                  | Alexandre Pichot (FRA) |                      |
| 175                  | Jérôme Pineau (FRA)    |                      |
| 176                  | Franck Renier (FRA)    |                      |
| 177                  | Didier Rous (FRA)      |                      |
| 178                  | Matthieu Sprick (FRA)  |                      |

| Liquigas LIQ | Liquigas LIQ                 | Liquigas LIQ |
| ------------ | ---------------------------- | ------------ |
| Num          | Coureur                      | Pos          |
| 181          | Danilo Di Luca (ITA)         |              |
| 182          | Patrick Calcagni (SUI)       |              |
| 183          | Kjell Carlström (FIN)        |              |
| 184          | Stefano Garzelli (ITA)       |              |
| 185          | Matej Mugerli (SLO)          |              |
| 186          | Vincenzo Nibali (ITA)        |              |
| 187          | Franco Pellizotti (ITA)      |              |
| 188          | Alessandro Spezialetti (ITA) |              |

| AG2R Prévoyance A2R | AG2R Prévoyance A2R     | AG2R Prévoyance A2R |
| ------------------- | ----------------------- | ------------------- |
| Num                 | Coureur                 | Pos                 |
| 191                 | Francisco Mancebo (ESP) |                     |
| 192                 | José Luis Arrieta (ESP) |                     |
| 193                 | Philip Deignan (IRL)    |                     |
| 194                 | Samuel Dumoulin (FRA)   |                     |
| 195                 | Hubert Dupont (FRA)     |                     |
| 196                 | John Gadret (FRA)       |                     |
| 197                 | Yuriy Krivtsov (UKR)    |                     |
| 198                 | Christophe Moreau (FRA) |                     |

| Unibet.com UNI | Unibet.com UNI              | Unibet.com UNI |
| -------------- | --------------------------- | -------------- |
| Num            | Coureur                     | Pos            |
| 201            | Carlos García Quesada (ESP) |                |
| 202            | Ángel Castresana (ESP)      |                |
| 203            | Johan Coenen (BEL)          |                |
| 204            | Luis Pasamontes (ESP)       |                |
| 205            | Matthé Pronk (NED)          |                |
| 206            | Laurens ten Dam (NED)       |                |
| 207            | Erwin Thijs (BEL)           |                |
| 208            | Kurt Van de Wouwer (BEL)    |                |

| Chocolade Jacques-Topsport Vlaanderen JAC | Chocolade Jacques-Topsport Vlaanderen JAC | Chocolade Jacques-Topsport Vlaanderen JAC |
| ----------------------------------------- | ----------------------------------------- | ----------------------------------------- |
| Num                                       | Coureur                                   | Pos                                       |
| 211                                       | Koen Barbé (BEL)                          |                                           |
| 212                                       | Kurt Hovelijnck (BEL)                     |                                           |
| 213                                       | Serge Pauwels (BEL)                       |                                           |
| 214                                       | Jens Renders (BEL)                        |                                           |
| 215                                       | Wesley Van Der Linden (BEL)               |                                           |
| 216                                       | Frederik Veuchelen (BEL)                  |                                           |
| 217                                       | Frederik Willems (BEL)                    |                                           |
| 218                                       | Maarten Wynants (BEL)                     |                                           |

| Landbouwkrediet-Colnago LAN | Landbouwkrediet-Colnago LAN | Landbouwkrediet-Colnago LAN |
| --------------------------- | --------------------------- | --------------------------- |
| Num                         | Coureur                     | Pos                         |
| 221                         | Andy Cappelle (BEL)         |                             |
| 222                         | Bert De Waele (BEL)         |                             |
| 223                         | Steven Kleynen (BEL)        |                             |
| 224                         | Jean-Claude Lebeau (BEL)    |                             |
| 225                         | Sven Renders (BEL)          |                             |
| 226                         | Jean-Paul Simon (BEL)       |                             |
| 227                         | James Vanlandschoot (BEL)   |                             |
| 228                         | Johan Verstrepen (BEL)      |                             |

| Barloworld BAR | Barloworld BAR            | Barloworld BAR |
| -------------- | ------------------------- | -------------- |
| Num            | Coureur                   | Pos            |
| 231            | Igor Astarloa (ESP)       |                |
| 232            | Pedro Arreitunandia (ESP) |                |
| 233            | Giampaolo Cheula (ITA)    |                |
| 234            | Ryan Cox (RSA)            |                |
| 235            | Mauro Facci (ITA)         |                |
| 236            | Tiaan Kannemeyer (RSA)    |                |
| 237            | Hugo Sabido (POR)         |                |
| 238            | Tom Southam (GBR)         |                |

| Agritubel AGR | Agritubel AGR             | Agritubel AGR |
| ------------- | ------------------------- | ------------- |
| Num           | Coureur                   | Pos           |
| 241           | Juan Miguel Mercado (ESP) |               |
| 242           | Aivaras Baranauskas (LTU) |               |
| 243           | Manuel Calvente (ESP)     |               |
| 244           | Nicolas Crosbie (FRA)     |               |
| 245           | Moisés Dueñas (ESP)       |               |
| 246           | Eduardo Gonzalo (ESP)     |               |
| 247           | Christophe Laurent (FRA)  |               |
| 248           | Benoît Salmon (FRA)       |               |